# Верваке, Луис
 Луис Верваке  (нидерл. Louis Vervaeke; род. 6 октября 1993, Ронсе, Бельгия) — бельгийский профессиональный  шоссейный велогонщик, выступающий в 2014-2017 годах за команду мирового тура «Lotto Soudal». С 2018 года - за команду мирового тура «Team Sunweb».

## Достижения
2011
3-й - Гран-при Рублиланда (юниоры) — ГК
2013
4-й - Тур де Савойя Монблан — ГК
4-й - Джиро делла Валле д'Аоста — ГК
2014
1-й  - Тур де Савойя Монблан — ГК 
1-й  — ОК
1-й  — МК
1-й — этап 5
1-й  - Ronde de l'Isard (U-23) — ГК
5-й - Тур де л'Авенир — ГК
1-й — этап 7
5-й - Circuit de Wallonie
2017
2-й - Trofeo Serra de Tramuntana
4-й - Trofeo Pollenca–Port de Andratx
| ГК | Генеральная классификация |
| ОК | Очковая классификация     |
| МК | Молодёжная классификация  |

### Гранд-туры
| Гонка           | 2015 | 2016 | 2017 |
| --------------- | ---- | ---- | ---- |
| Джиро д'Италия  | НФ   | —    | —    |
| Тур де Франс    | —    | —    | —    |
| Вуэльта Испании | —    | 89   | —    |

| —  | Не участвовал  |
| НФ | Не финишировал |